# Campeonato dos Estados Unidos de Patinação Artística no Gelo de 2016
O Campeonato dos Estados Unidos de Patinação Artística no Gelo de 2016 foi a nonagésima nona edição do Campeonato dos Estados Unidos de Patinação Artística no Gelo, um evento anual de patinação artística no gelo onde os patinadores artísticos competem pelo título de campeão americano nos níveis sênior, júnior, noviço, intermediário e juvenil. A competição foi disputada entre os dias 15 de janeiro e 24 de janeiro, na cidade de Saint Paul, Minnesota.

## Eventos
- Individual masculino
- Individual feminino
- Duplas
- Dança no gelo

## Medalhistas
| Evento                        | Ouro                                | Prata                            | Bronze                            | Peltre                                      |
| Sênior                        |                                     |                                  |                                   |                                             |
| Individual masculino detalhes | Adam Rippon                         | Max Aaron                        | Nathan Chen                       | Grant Hochstein                             |
| Individual feminino detalhes  | Gracie Gold                         | Polina Edmunds                   | Ashley Wagner                     | Mirai Nagasu                                |
| Duplas detalhes               | Tarah Kayne Daniel O'Shea           | Alexa Scimeca Chris Knierim      | Marissa Castelli Mervin Tran      | Madeline Aaron Max Settlage                 |
| Dança no gelo detalhes        | Maia Shibutani Alex Shibutani       | Madison Chock Evan Bates         | Madison Hubbell Zachary Donohue   | Anastasia Cannuscio Colin McManus           |
| Júnior                        |                                     |                                  |                                   |                                             |
| Individual masculino          | Tomoki Hiwatashi                    | Kevin Shum                       | Alexei Krasnozhon                 | Paolo Borromeo                              |
| Individual feminino           | Emily Chan                          | Vivian Le                        | Megan Wessenberg                  | Rebecca Peng                                |
| Duplas                        | Joy Weinberg Maximiliano Fernandez  | Lindsay Weinstein Jacob Simon    | Merilya Findlay Austin Hale       | Madeleine Gallagher Justin Highgate-Brutman |
| Dança no gelo                 | Lorraine McNamara Quinn Carpenter   | Rachel Parsons Michael Parsons   | Elliana Pogrebinsky Alex Benoit   | Christina Carreira Anthony Ponomarenko      |
| Noviço                        |                                     |                                  |                                   |                                             |
| Individual masculino          | Eric Sjoberg                        | Peter Liu                        | Maxim Naumov                      | Ryan Dunk                                   |
| Individual feminino           | Haley Beavers                       | Alexia Paganini                  | Sierra Venetta                    | Ashley Lin                                  |
| Duplas                        | Elli Kopmar Jonah Barrett           | Isabella Gamez Griffin Schwab    | Sapphire Jaeckel Matthew Scoralle | Emma Coppess Robert Hennings                |
| Dança no gelo                 | Caroline Green Gordon Green         | Emma Gunter Caleb Wein           | Sophia Elder Christopher Elder    | Gianna Buckley JT Michel                    |
| Intermediário                 |                                     |                                  |                                   |                                             |
| Individual masculino          | Joseph Kang                         | Alex Wellman                     | Jordan Evans                      | Lucas Altieri                               |
| Individual feminino           | Alysa Liu                           | Sophia Chouinard                 | Alyssa Rich                       | Angelina Huang                              |
| Duplas                        | Jasmine Fendi Joshua Fendi          | Eliana Secunda Blake Eisenach    | Berit Cummings Jabe Roberts       | Isabelle Goldstein Keyton Berringer         |
| Dança no gelo                 | Elizabeth Tkachenko Alexei Kiliakov | Avonley Nguyen Maxwell Gart      | Isabella Amoia Cory Fraiman       | Jordan Lin Morgan Sletten                   |
| Juvenil                       |                                     |                                  |                                   |                                             |
| Individual masculino          | Ilia Malinin                        | Samuel Mindra                    | Maxim Zharkov                     | Philip Baker                                |
| Individual feminino           | Stephanie Ciarochi                  | Hanna Harrell                    | Reagan Scott                      | Jill Heiner                                 |
| Duplas                        | Isabelle Martins Ryan Bedard        | Julia Curran Franz-Peter Jerosch | Cate Fleming Jedidiah Isbell      | Jenna Gordon Ian Meyh                       |
| Dança no gelo                 | Layla Karnes Jeffrey Chen           | Maria Soldatova Faddey Soldatov  | Claire Cain Andrei Davydov        | Shin Lei Case Maxim Zharkov                 |

## Resultados

### Sênior

#### Individual masculino
| Pos.              | Nome               | Pontos | PC         | PL          |
| ----------------- | ------------------ | ------ | ---------- | ----------- |
| Medalha de ouro   | Adam Rippon        | 270.75 | 88.01 (3)  | 182.74 (1)  |
| Medalha de prata  | Max Aaron          | 269.55 | 91.83 (1)  | 177.72 (3)  |
| Medalha de bronze | Nathan Chen        | 266.93 | 86.33 (4)  | 180.60 (2)  |
| Medalha de peltre | Grant Hochstein    | 252.84 | 79.26 (6)  | 173.58 (4)  |
| 5                 | Ross Miner         | 248.01 | 90.90 (2)  | 157.11 (6)  |
| 6                 | Alexander Johnson  | 241.94 | 73.69 (7)  | 168.25 (5)  |
| 7                 | Timothy Dolensky   | 236.13 | 80.01 (5)  | 156.12 (7)  |
| 8                 | Vincent Zhou       | 217.23 | 68.10 (8)  | 149.13 (8)  |
| 9                 | Sean Rabbitt       | 192.63 | 66.71 (9)  | 125.92 (10) |
| 10                | Daniel Kulenkamp   | 187.34 | 56.97 (13) | 130.37 (9)  |
| 11                | Scott Dyer         | 182.10 | 59.67 (12) | 122.43 (11) |
| 12                | Shotaro Omori      | 181.49 | 63.82 (10) | 117.67 (13) |
| 13                | Emmanuel Savary    | 179.32 | 62.96 (11) | 116.36 (15) |
| 14                | Sebastien Payannet | 172.68 | 56.10 (14) | 116.58 (14) |
| 15                | Ben Jalovick       | 167.33 | 48.16 (19) | 119.17 (12) |
| 16                | Jimmy Ma           | 161.63 | 51.95 (15) | 109.68 (17) |
| 17                | Robert Przepioski  | 160.54 | 49.38 (16) | 111.16 (16) |
| 18                | Curran Oi          | 150.06 | 48.66 (18) | 101.40 (18) |
| 19                | Eric Stinehart     | 141.50 | 49.11 (17) | 92.39 (19)  |

#### Individual feminino
| Pos.              | Nome                | Pontos | PC         | PL          |
| ----------------- | ------------------- | ------ | ---------- | ----------- |
| Medalha de ouro   | Gracie Gold         | 210.46 | 62.50 (2)  | 147.96 (1)  |
| Medalha de prata  | Polina Edmunds      | 207.51 | 70.19 (1)  | 137.32 (2)  |
| Medalha de bronze | Ashley Wagner       | 197.88 | 62.41 (4)  | 135.47 (3)  |
| Medalha de peltre | Mirai Nagasu        | 188.84 | 59.64 (5)  | 129.20 (4)  |
| 5                 | Tyler Pierce        | 188.50 | 62.45 (3)  | 126.05 (5)  |
| 6                 | Bradie Tennell      | 181.33 | 58.26 (7)  | 123.07 (6)  |
| 7                 | Hannah Miller       | 174.42 | 57.86 (9)  | 116.56 (7)  |
| 8                 | Karen Chen          | 168.75 | 54.86 (12) | 113.89 (8)  |
| 9                 | Courtney Hicks      | 168.04 | 54.93 (11) | 113.11 (9)  |
| 10                | Angela Wang         | 163.17 | 55.23 (10) | 107.94 (10) |
| 11                | Mariah Bell         | 160.03 | 58.85 (6)  | 101.18 (11) |
| 12                | Franchesca Chiera   | 140.38 | 57.94 (8)  | 82.44 (16)  |
| 13                | Katie McBeath       | 133.52 | 46.94 (14) | 86.58 (13)  |
| 14                | Ashley Cain         | 131.89 | 48.35 (13) | 83.54 (15)  |
| 15                | Heidi Munger        | 131.46 | 41.48 (18) | 89.98 (12)  |
| 16                | Christina Cleveland | 121.81 | 41.49 (17) | 80.32 (17)  |
| 17                | Alexie Mieskoski    | 121.27 | 41.63 (16) | 79.64 (18)  |
| 18                | Maria Yang          | 120.20 | 36.34 (21) | 83.86 (14)  |
| 19                | Carly Gold          | 107.96 | 42.41 (15) | 65.55 (21)  |
| 20                | Avery Kurtz         | 107.29 | 41.27 (19) | 66.02 (20)  |
| 21                | Alexis Gagnon       | 105.56 | 33.24 (22) | 72.32 (19)  |
| 22                | Elena Pulkinen      | 101.65 | 38.22 (20) | 63.43 (22)  |

#### Duplas
| Pos.              | Nome                                  | Pontos | PC         | PL         |
| ----------------- | ------------------------------------- | ------ | ---------- | ---------- |
| Medalha de ouro   | Tarah Kayne / Daniel O'Shea           | 211.65 | 69.61 (1)  | 142.04 (1) |
| Medalha de prata  | Alexa Scimeca / Chris Knierim         | 196.80 | 67.35 (2)  | 129.45 (2) |
| Medalha de bronze | Marissa Castelli / Mervin Tran        | 179.04 | 64.12 (3)  | 114.92 (3) |
| Medalha de peltre | Madeline Aaron / Max Settlage         | 157.81 | 57.47 (4)  | 100.34 (6) |
| 5                 | Jessica Calalang / Zack Sidhu         | 156.77 | 50.53 (7)  | 106.24 (4) |
| 6                 | Erika Smith / AJ Reiss                | 152.18 | 51.09 (6)  | 101.09 (5) |
| 7                 | Jessica Pfund / Joshua Santillan      | 133.79 | 54.20 (5)  | 79.59 (10) |
| 8                 | Brianna de la Mora / Maxim Kurdyukov  | 130.09 | 45.04 (9)  | 85.05 (9)  |
| 9                 | Alexandria Shaughnessy / James Morgan | 129.50 | 42.56 (10) | 86.94 (7)  |
| 10                | Cali Fujimoto / Nicholas Barsi-Rhyne  | 128.39 | 42.05 (11) | 86.34 (8)  |
| 11                | Caitlin Fields / Ernie Utah Stevens   | 117.39 | 45.67 (8)  | 71.72 (11) |
| 12                | Elizaveta Usmantseva / Matej Silecky  | 105.30 | 38.34 (12) | 66.96 (12) |
| 13                | Alyssa McDougal / Paul Schatz         | 95.04  | 32.14 (13) | 62.90 (13) |

#### Dança no gelo
| Pos.              | Nome                                     | Pontos | PC         | PL         |
| ----------------- | ---------------------------------------- | ------ | ---------- | ---------- |
| Medalha de ouro   | Maia Shibutani / Alex Shibutani          | 190.14 | 74.67 (2)  | 115.47 (1) |
| Medalha de prata  | Madison Chock / Evan Bates               | 186.93 | 75.14 (1)  | 111.79 (2) |
| Medalha de bronze | Madison Hubbell / Zachary Donohue        | 178.81 | 71.10 (3)  | 107.71 (3) |
| Medalha de peltre | Anastasia Cannuscio / Colin McManus      | 160.46 | 63.12 (4)  | 97.34 (4)  |
| 5                 | Kaitlin Hawayek / Jean-Luc Baker         | 158.86 | 63.02 (5)  | 95.84 (5)  |
| 6                 | Danielle Thomas / Daniel Eaton           | 145.01 | 57.98 (6)  | 87.03 (7)  |
| 7                 | Karina Manta / Joseph Johnson            | 142.70 | 54.57 (7)  | 88.13 (6)  |
| 8                 | Charlotte Maxwell / Ryan Devereaux       | 128.98 | 51.18 (8)  | 77.80 (8)  |
| 9                 | Alexandra Aldridge / Matthew Blackmer    | 121.16 | 46.16 (10) | 75.00 (9)  |
| 10                | Alissandra Aronow / Collin Brubaker      | 116.41 | 47.24 (9)  | 69.17 (10) |
| 11                | Kseniya Ponomaryova / Oleg Altukhov      | 99.86  | 39.66 (11) | 60.20 (11) |
| 13                | Elicia Reynolds / Stephen Reynolds       | 85.95  | 35.91 (12) | 50.04 (13) |
| 12                | Tory Patsis / Nathaniel Fast             | 91.88  | 35.59 (13) | 56.29 (12) |
| 14                | Gabriela Morrell Zucker / Andrejs Sitiks | 72.60  | 30.20 (14) | 42.40 (14) |